# Digimon World
Digimon World är ett spel baserat på Digimon. Det handlar om en pojke som sugs in i Digimonvärlden för att rädda File Island. Digimons har börjat förlora sina hjärtan och har blivit destruktiva.

## Spelbara Digimons

### Fresh
- Botamon
- Poyomon
- Punimon
- Yuramon

### In-Training
- Koromon
- Tanemon
- Tokomon
- Tsunomon

### Rookies
- Agumon
- Betamon
- Biyomon
- Elecmon
- Gabumon
- Kunemon
- Palmon
- Patamon
- Penguinmon

### Champions
- Airdramon
- Angemon
- Birdramon
- Centarumon
- Coelamon
- Devimon
- Drimogemon
- Frigimon
- Garurumon
- Greymon
- Kabuterimon
- Kokatorimon
- Kuwagamon
- Leomon
- Meramon
- Mojyamon
- Monochromon
- Nanimon
- Ninjamon
- Numemon
- Ogremon
- Seadramon
- Shellmon
- Sukamon
- Tyrannomon
- Unimon
- Vegiemon
- Whamon

### Ultimates
- Andromon
- Digitamamon
- Etemon
- Giromon
- Mamemon
- Megadramon
- MegaSeadramon
- MetalGreymon
- MetalMamemon
- Monzaemon
- Piximon
- SkullGreymon
- Vademon

### Megas
Meganivån existerade inte ännu då spelet gjordes. Tre Digimons är på meganivån men räknas som ultimate:
- HerculesKabuterimon
- Machinedramon (Bara i 2 spelar-läget)
- MetalEtemon (Krävs Gameshark eller andra fuskapparater för att få MetalEtemon)
- Phoenixmon

### Digimons via fusk
Följande kan man inte få utan Gameshark:
- Gigadramon
- MetalEtemon
- Panjyamon
- WereGarurumon (Kan frysa spelet)

## Icke spelbara Digimons

### In-Training
- DemiMeramon

### Rookies
- Aruraumon
- ClearAgumon
- Dokunemon
- Goburimon
- Hagurumon
- ModokiBetamon
- Muchomon
- Otamamon
- Psychemon
- Sharmamon
- SnowAgumon
- SnowGoburimon
- Tentomon
- ToyAgumon
- Tsukaimon

### Champions
- Akatorimon
- Darkrizamon
- Flarerizamon
- Fugamon
- Gekomon
- Geremon
- Gotsumon
- Guardromon
- Gururumon
- Hyogamon
- IceDevimon
- Icemon
- JungleMojyamon
- MoriShellmon
- MudFrigimon
- NiseDrimogemon
- Piddomon
- PlatinumSukamon
- RedVegiemon
- Rockmon
- Saberdramon
- SandYanmamon
- ShimaUnimon
- Soulmon
- Tankmon
- Weedmon
- Yanmamon